# Rinodinella dubyanoides
Rinodinella dubyanoides är en lavart som först beskrevs av Hepp, och fick sitt nu gällande namn av H. Mayrhofer & Poelt. Rinodinella dubyanoides ingår i släktet Rinodinella och familjen Physciaceae.   Inga underarter finns listade i Catalogue of Life.